# Rhipsalis clavata
Rhipsalis clavata ist eine Pflanzenart in der Gattung Rhipsalis aus der Familie der Kakteengewächse (Cactaceae). Das Artepitheton clavata stammt aus dem Lateinischen, bedeutet ‚keulenartig‘ und verweist auf die Form der Triebabschnitte der Art.

## Beschreibung
Rhipsalis clavata wächst epiphytisch mit zunächst aufrechten, später hängenden, reich verzweigten Trieben und erreicht eine Länge von bis zu 1 Meter oder mehr. Die grünen bis etwas purpurfarbenen, zylindrischen bis keuligen, gestutzten Triebe sind bis zu 5 Zentimeter lang und weisen einen Durchmesser von 2 bis 3 Millimeter auf. Sie verzweigen an der Spitze in einem Quirl aus zwei bis sieben Trieben. Areolen sind nur in der Nähe der Triebspitzen vorhanden.
Die glockenförmigen, weißen Blüten erscheinen seitlich an den Trieben oder an den Triebspitzen. Sie sind bis 15 Millimeter lang. Die kugelförmigen Früchte sind weißlich bis hellrosafarben.

## Verbreitung, Systematik und Gefährdung
Rhipsalis clavata ist in den brasilianischen Bundesstaaten Rio de Janeiro und São Paulo im atlantischen Wald in Höhenlagen von bis zu 1600 Metern verbreitet.
Die Erstbeschreibung erfolgte 1892 durch Frédéric Albert Constantin Weber. Nomenklatorische Synonyme sind Hariota clavata F.A.C.Weber ex Britton & Rose (1923), Hatiora clavata (F.A.C.Weber) Moran (1953) und Erythrorhipsalis clavata (F.A.C.Weber) Doweld (2002).
In der Roten Liste gefährdeter Arten der IUCN wird die Art als „Near Threatened (NT)“, d. h. als gering gefährdet geführt.

## Nachweise